# ماري أستور باول
ماري أستور باول (بالإنجليزية: Mary Astor Paul)‏ هي نجمة اجتماعية أمريكية، ولدت في 26 مارس 1889 في Radnor, Pennsylvania ‏ في الولايات المتحدة، وتوفيت في 28 يوليو 1950 في باريس في فرنسا.